# Amiota longispinata
Amiota longispinata är en tvåvingeart som beskrevs av Chen och Gao 2005. Amiota longispinata ingår i släktet Amiota och familjen daggflugor. Inga underarter finns listade i Catalogue of Life.